# Немојте ме звати Роби
„Немојте ме звати Роби” је југословенски ТВ филм из 1986. године. Режирао га је Мирослав Микуљан а сценарио је написао Марија Пеакић Микуљан.

## Улоге
| Глумац             | Улога |
| ------------------ | ----- |
| Хелена Буљан       |       |
| Едо Перочевић      |       |
| Славица Јукић      |       |
| Драган Миливојевић |       |